# 기가지니
기가지니(영어: GiGA Genie)는 KT에서 개발한 스마트 스피커 겸 셋톱박스 시리즈이며 2015년 4월 5일 출시되었다.

## 사용법

### 호출
음성 명령을 하기 위해서는 스피커에 호출어를 말해야한다. 호출어를 말하고 기기 앞면 흰색 LED가 켜지면 이때 명령을 내리면 된다. 현재 기가지니 호출어는 ‘기가지니’, ‘지니야’, ‘친구야’, ‘자기야’  4가지이다.

## 제품

### 기가지니 (GiGA Genie)
- 모델명 : CT1100
- 색상 : 블랙(단일 색상)
- 크기 : Ø182 X 279.2
- 무게 : 1800g
- 블루투스 : Bluetooth 4.1/Class I (2400∼2483.5)
- 스피커 : Harman/Kardon

### 기가지니 2 (GiGA Genie 2)
- 모델명 : CT1101

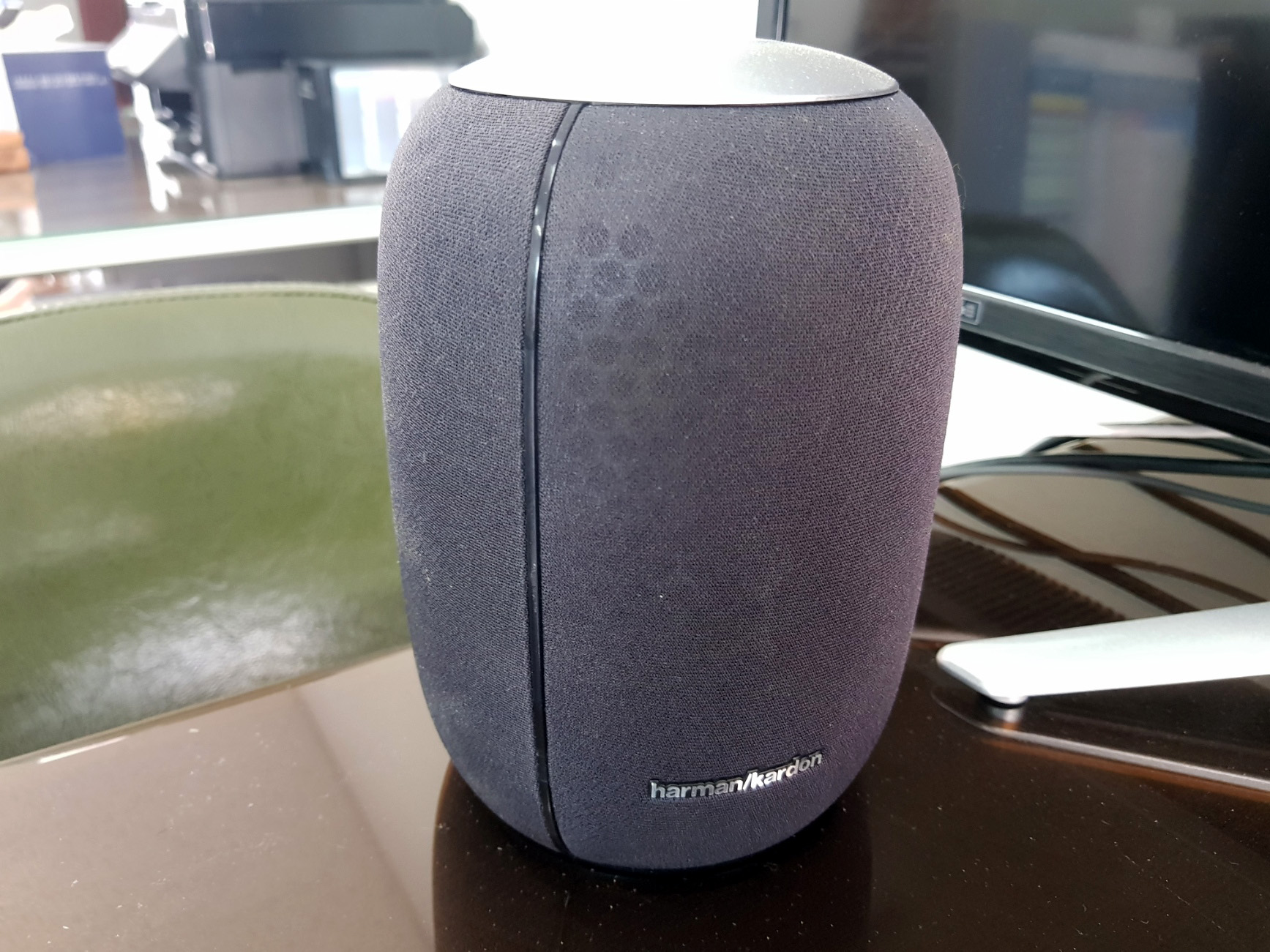
기가지니 2

- 색상 : 차콜그레이/네이비블루/와인레드/스톤화이트/스노우민트
- 크기 : 122.5 X 125 X 167 (W X L X H)
- 무게 : 950g
- 블루투스 : Bluetooth 4.1 / Class I
- 스피커 : Harman/Kardon

### 기가지니 3 (GiGA Genie 3)
- 모델명 : KI1100
- 색상 : 어반 그레이(단일 색상)
- 크기 : 133 X 133 X 174.5 (W X L X H)
- 무게 : 980g
- 블루투스 : Bluetooth 5.0 / Class I
- 스피커 : Harman/Kardon

## 같이 보기
- 지니 TV